# 李東允
李東允（韓語：이동윤），韓國電視劇導演，李笛的弟弟。

## 作品列表

### 電視劇
- 2007年：MBC《壞女人好女人》
- 2008年：MBC《Life特別調查團》
- 2008年：MBC《愛你，別哭》
- 2009年：MBC《HERO》
- 2010年：MBC《Running,Go》
- 2011年：MBC《最佳愛情》
- 2012年：MBC《神的晚餐》
- 2013年：MBC《女王的教室》
- 2014年：MBC《命中注定我愛你》
- 2016年：MBC《家和萬事成》
- 2017年：MBC《20世紀少男少女》
- 2021年：JTBC《前輩，那支口紅不要塗》
- 2023年：Disney+《較量人生》

## 外部連結
- NAVER